# 이혜인 (배우)
이혜인(1995년 11월 10일 ~ )은 대한민국의 배우이다.

## 학력
- 대암초등학교 (졸업)
- 안남중학교 (졸업)
- 창원남산고등학교 (졸업)
- 국민대학교 연극영화학과 (졸업)

## 경력
- 2006년 KBS 창원방송총국 합창단 단원

## 연기 활동

### 드라마
- 2007년 SBS 어린이드라마 《고스트 팡팡》
- 2009년 MBC 미니시리즈 《맨땅에 헤딩》
- 2011년 SBS 미니시리즈 《무사 백동수》 ... 어린 황진주 역(윤소이 아역)
- 2012년 MBC 주말연속극 《신들의 만찬》 ... 고준영의 친구 역
- 2012년 KBS2 주말연속극 《내 딸 서영이》 ... 어린 이서영 역(이보영 아역)
- 2012년 SBS 미니시리즈 《추적자 THE CHASER》 ... 백수정 역
- 2012년 KBS1 대하드라마 《대왕의 꿈》 ... 어린 차비 역(이아이 아역)
- 2013년 MBC 미니시리즈 《구가의 서》 ... 곱단 역
- 2013년 KBS2 단막극 《KBS 드라마 스페셜 – 유리반창고》 ... 이선우 역
- 2013년 SBS 수목드라마 《주군의 태양》 ... 이은설 역
- 2013년 SBS 주말극장 《열애》 ... 어린 한유정 역(최윤영 아역)
- 2014년 KBS2 주말연속극 《참 좋은 시절》 ... 어린 강동옥 역(김지호 아역)
- 2014년 tvN 일요드라마 《삼총사》
- 2015년 MBC 주말연속극 《여왕의 꽃》 ... 강은솔 역
- 2015년 SBS 월화드라마 《미세스 캅》 ... 이미경 역

## 방송
- 2008년 SBS 《UCC 과학탐험대》 ... MC
- 2010년 SBS 《꾸러기 탐구생활》

## 수상 및 후보
| 연도 | 시상식       | 부문              | 작품                    | 결과 |
| ---- | ------------ | ----------------- | ----------------------- | ---- |
| 2012 | KBS 연기대상 | 여자 청소년연기상 | 대왕의 꿈, 내 딸 서영이 | 후보 |